# Hygrotus decoratus
Hygrotus decoratus (лат.) — вид жесткокрылых семейства плавунцов.

## Распространение
Распространён в средней и северной полосе.

## Описание
Маленькие плавунцы, в длину достигают всего 2—2,5 миллиметров. Голова мелко и рассеяно точеная, сверху со слабыми вдавлеваниями.

## Экология
Обитают в чистых прохладных водоёмах.